# Listă de biografi

## Lista de biografi
Biografii sunt scriitori care scriu o carte despre viața altei persoane în timp ce autobiografii isi scriu propria lor biografie.
- Alfred Ainger, (1837-1904) - Charles Lamb
- Ellis Amburn, (n. 1933), Statele unite
- James Boswell, (1740-1795) - Samuel Johnson
- Vincent Brome, (1910-2004) -
- Sir Samuel Egerton Brydges, (1762-1837)
- Nirad C. Chaudhuri, (1897-1999) - Clive al Indiei, Max Muller
- Thomas DiLorenzo - Abraham Lincoln
- William Fitzstephen, (m. 1190) - sfântul Thomas a Becket
- Amanda Foreman , (n. 1968) - Georgiana: Ducesa de Devonshire
- Antonia Fraser, (n. 1932) - Mary I al Scoției, Oliver Cromwell
- Douglas S. Freeman, (1886-1953) - Robert E. Lee, George Washington
- Leonie Frieda, UK - Catherine de' Medici
- Jean Overton Fuller - writer al verse and several biographies, including agents al S.O.E
- Martin Gilbert, England - Winston Churchill
- Peter Guralnick, (n. 1943) -
- Michael Holroyd, (n. 1935)
- Edward Klein, autor al Adevărul despre Hillary
- Robert Lacey - England
- Barbara Levick, (n. 1932) - specializat in împărați romani
- Roger Lewis - biograf al lui Anthony Burgess
- Brenda Maddox
- Merle Miller, (1919-1986) - Harry S. Truman, Lyndon B. Johnson (U.S. Presidents)
- Alanna Nash, (n. 1950), United States
- James Parton, (1822-1891) - biograful lui Horace Greeley, Aaron Burr, Andrew Jackson, Benjamin Franklin, Thomas Jefferson, si Voltaire
- Hesketh Pearson
- Andrew Robinson, (n. 1957) - Satyajit Ray and Rabindranath Tagore
- Henry Salt, (1851-1939) - biograf al Shelley, Richard Jefferies si Henry David Thoreau
- Carl Sandburg, (1878-1967) - Abraham Lincoln
- Michael Schumacher, "Dharma Lion: O biografie a lui Allen Ginsberg."
- Irving Stone, (1903-1989)
- Lytton Strachey, (1880-1932)
- Alison Weir
- Patrick White (1912-1990) - Australia
- Theodore White - United States
- A. N. Wilson - Anglia
- Kirit Shelat - India
- George Călinescu, a scris biografiile lui Ion Creangă, Mihai Eminescu
- Adrian Marino, biografia lui Alexandru Macedonski
- Zigu Ornea
- Ion Bălu
- Nicolae Manolescu, Titu Maiorescu